# Johnny Moore's Three Blazers
Johnny Moore Three Blazers est un groupe vocal de rhythm and blues afro-américain très populaire dans les années 1940 et 1950. Ils obtiennent leur plus grand succès avec la chanson Driftin' Blues.
Les membres d'origine sont :
- Johnny Moore[1], guitare électrique ;
- Charles Brown[2],[3], chant et piano ;
- Eddie Williams (Edward Earl Williams, 12 juin 1912, San Augustin, Texas – 18 février 1995, Los Angeles)[4], basse.

## Carrière
Après avoir joué avec son frère Oscar, puis dans diverses formations, Johnny Moore fonde les Three Blazers en 1942 avec deux autres Texans, le bassiste Eddie Williams, et le pianiste Garland Finney, rapidement remplacé  par Charles Brown, arrivé depuis peu dans la ville. Avant ça, Brown avait joué, avec Johnny Otis, dans l'orchestre de Bardu Ali. Après que le King Cole Trio ait quitté Atlas Records pour Capitol en 1943, Oscar Moore suggère au patron d'Atlas, Robert Scherman, de les remplacer par le groupe de son frère. Scherman accepte de les signer à condition qu'Oscar joue avec eux, et les enregistrements sont publiés sous le nom de « Oscar Moore with the Three Blazers ». Cette situation dérange Johnny Moore, mais apporte au groupe une certaine exposition, et ils obtiennent leur premier tube en 1945 en accompagnant Ivory Joe Hunter sur Blues at Sunrise.
En 1946, ils obtiennent  leur plus grand succès avec Driftin' Blues, écrite et chantée par Brown, qui reste sept mois dans le classement rhythm & blues, atteignant la 2e place. Le groupe fait sensation dans les clubs de la région d'Hollywood, et leur style sera connu comme le « club blues », ou « cocktail blues ». Contrairement au jump blues, qui est populaire dans les salles de danse, le style est mieux adapté dans un cadre musical plus intime. Brown est l'attraction phare du groupe, mais Moore refuse que son nom soit crédité sur les enregistrements. Moore ne veut pas non plus signer de contrat d'exclusivité avec aucune maison de disques, de sorte que les premières publications du groupe apparaissent sur différents labels, en particulier Philo (qui devindra plus tard Aladdin Records), Exclusive Records et Modern Records. Le succès du groupe de poursuit avec plusieurs hits R&B, dont Sunny Road (1946), New Orleans Blues (1947) et Merry Christmas Baby (1947, aussi classé en 1948 et 1949).
Brown quitte le groupe en 1948, frustré par le manque de reconnaissance et de récompense financière, pour une carrière solo couronnée de succès. Les deux Blazers restants continuent avec une succession de chanteurs, notamment Lee Barnes, Billy Valentine, Floyd Dixon , Mari Jones, Nelson Alexander et, dans le milieu des années 1950, Frankie Ervin. Après que Nat King Cole se soit séparé de son trio d'origine, Oscar Moore joue en tant qu'invité dans le groupe de son frère Johnny. Les Johnny Moore's Three Blazers continuent à enregistrer pour de petits labels jusqu'au début des années 1960.
Johnny Moore meurt le 6 janvier 1969 à Los Angeles.
La chanson Driftin' Blues est intronisée au Blues Hall of Fame en 1989 dans la catégorie « Enregistrements classiques du Blues ». En 1995, elle entre dans la liste des « 500 chansons qui fondé le Rock and Roll » du Rock and Roll Hall of Fame. Charles Brown reçoit un W. C. Handy Award en 1996 et entre au Rock and Roll Hall of Fame en 1999.

## Discographie

### 78 tours (10" shellac) et 45 tours (7" vinyl)

#### Atlas Records
- 107 - Melancholy Madeline (Frankie Laine au chant) / Fugue in C Major (instrumental), 1945
- 110 - Tell Me You'll Wait for Me (Charles Brown) / Escapade (instrumental), 1945
- 124 - Maureen (Frankie Laine) / Knightfall: Dedicated to Guy Knight (instrumental), 1946

#### Philo Records
- 111 - Baby Don't You Cry / Blazer's Boogie (instrumental), 1945
- 112 - Drifting Blues / Groovy, 1945

#### Aladdin Records
- 129 - You Are My First Love / Race Track Blues, 1946
- 130 - Till the Real Thing Comes Along / Rocks in My Bed, 1946
- 183 - Drifting Blues (réédition) / Till the Real Thing Comes Along (réédition), 1947
- 184 - Baby Don't You Cry (réédition) / You Are My First Love (réédition), 1947

#### Modern Records
- 131 - Travelin' Blues (aussi connu comme Drifting Blues, Part 2) / It's the Talk of the Town, 1946
- 133 - What Do You Know About Love / Society Boogie (face B par Hadda Brooks), 1946
- 134 - Warsaw Concerto (Part 1) (instrumental) / Warsaw Concerto (Part 2) (instrumental), 1946
- 135  -I'll Get Along Somehow / Morocco Blues (face B par Hadda Brooks), 1946
- 139 - How Deep Is the Ocean / You Showed Me the Way, 1946
- 142 - You Won't Let Me Go / Shuffle Boogie (face B par Will Rowland & His Orchestra), 1946
- 143 - You Left Me Forsaken / So Long, 1946
- 151 - Sail On Blues / Blue Because of You, 1947
- 152 - Make Believe Land / Nursery Rhyme Boogie (face B par un Happy Johnson & His Jive Five), 1947
- 154 - If You Ever Should Leave / It Had to Be You, 1948

#### Exclusive Records
- 204 - Axe Doom Blues (chant de Johnnie McNeil) / You Taught Me to Love, 1946
- 205 - You Taught Me to Love / Johnny's Boogie (instrumental), 1946
- 205 - End o' War Blues (Johnnie McNeil) / Johnny's Boogie (réédition), 1946
- 209 - Blues at Sunrise (avec Ivory Joe Hunter) / You Taught Me to Love (avec Ivory Joe Hunter), 1946
- 214 - C. O. D. / There Is No Greater Love, 1946
- 221 - It Ain't Gonna Be Like That / With My Heart in My Hand, 1946
- 224 - My Silent Love / Googie's Boogie (instrumental), 1946
- 226 - I Want You, I Need You / Hard Tack (instrumental), 1946
- 233 - Be Fair with Me / Sunny Road, 1946
- 234 - Bobby Sox Blues / (Was I to Blame For) Falling in Love with You, 1946
- 240 - New Orleans Blues / I Surrender Dear, 1947
- 243 - Better Watch What You Do / I Love to Make Love to You, 1947
- 246 - I Cried for You / Pasadena, 1947
- 249 - Moonrise / Juke Box Lil, 1947
- 251 - Changeable Woman Blues / Why Is Love Like That, 1947
- 254 - Merry Chriatmas Baby / Lost in the Night, 1947
- 257 - Money's Getting Cheaper / It's Over, 1948
- 259 - Soothe Me / Scratch Sheet (instrumental), 1948
- 261 - Teresa / Cold in Here, 1948
- 265 - Groovy Movie Blues / Free Lancin' Again, 1948
- 268 - I'm So Happy I Could Cry / Don't Get Salty, Sugar, 1948
- 272 - You Better Change Your Way of Lovin' / Friendless Blues, 1948

#### Modern records
- 20-599 - More Than You Know / Variety Bounce (face B de Hadda Brooks), 1948
- 20-646 - Drifting Blues, Part 2 (réédition) / Going Home Blues (face B de Hootie McShann Trio), 1949
- 20-689 - When Your Lover Has Gone / I'll Never Know Why (face B de Hadda Brooks), 1949
- 20-731 - I'll Get Along Somehow (réédition) / What Do You Know About Love (réédition), 1950
- 20-768 - Nutmeg (instrumental) / What Do You Know About Love (réédition), 1950

#### Exclusive records
- 40X - Jilted Blues / Any Old Place with Me, 1948
- 47X - I'm Looking for Love / Huggin' Bug, 1948
- 53X - Walkin' in Circles / Lonsome Blues, 1948
- 56X - Blues at Sunrise (avec Ivory Joe Hunter) (réédition) / You Taught Me to Love (avec Ivory Joe Hunter) (réédition), 1948
- 63X - Merry Christmas Baby (réédition) / Lost in the Night (réédition), 1948
- 69X - Where Can I Find My Baby / Snuff Dippin' Mama, 1949
- 86X - Love Me Tonight / Peek-a-Boo, 1949
- 101X - Tomorrow / Tonight I'm Alone, 1949
- 107X - Groovy Movie Blues (réédition) / New Orleans Blues (réédition), 1949
- 111X - B.&O. Blues / I Hate Myself, 1949
- 120X - I'll Miss You / So There, 1949
- 143X - If You Don't, Why Don't Ya / If I Had You, 1949
- 150X - Twenty-Four Hours a Day / I Certainly Would, 1949

#### RCA Victor releases
- 22-0020 - Blues for What I've Never Had / How Could I Know, 1949
- 22-0025/50-0009 - A New Shade of Blues / This Is One Time, Baby (You Ain't Gonna Two-Time Me), 1949
- How Blue Can You Get, 1949[15].
- 22-0034/50-0018 - Bop-a-Bye Baby / What Does It Matter, 1949
- 22-0042/50-0026 - Walkin' Blues / You Can Go Feed Yourself, 1949
- 22-0047/50-0031 - Cut Off the Fat (Take Out the Bone) / Shuffle Shuck, 1949
- 22-0059/50-0043 - So Long / Driftin' Blues, 1949
- 22-0073/50-0073 - Misery Blues / Rock with It, 1950
- 22-0086/50-0086 - Rain-Chick / Melody, 1950
- 22-0095/50-0095 - Someday You'll Need Me / The Jumping Jack, 1950

#### Swing Time Records
- 238 - Merry Christmas Baby (réédition) / Lost in the Night (réédition), 1950
- 253 - I'll Miss You (réédition) / New Orleans Blues (réédition), 1951
- 259 - Sunny Road (réédition) / Be Fair with Me (réédition), 1951
- 276 - 'Changeable Woman Blues (réédition) / Moonrise (réédition), 1952

### coffrets deux 78 tours (10" shellac)
- 1947 : Johnny Moore's 3 Blazers, enr. 1945 (Aladdin A-2), comprenant :
  - 183 - Drifting Blues (face 1) / Till the Real Thing Comes Along (face 2)
  - 184 - You Are My First Love (face 3) / Baby Don't You Cry (face 4)

### coffrets trois 78 tours (10" shellac)
- 1947 : Johnny Moore's Three Blazers, enr. 1945–1946 (Exclusive EX-1002), comprenant :
  - 703 - St. Louis Blues (face 1) / Gloria (face 6)
  - 704 - I Wouldn't Mind (face 2) / Way over There by the Cherry Tree (face 5)
  - 705 - Be Sharp, You'll See (instrumental) (face 3) / Now That You're Gone Away (face 4)

### Albums (LP, CD et compilations notables)
- 1978 : Sunny Road, Charles Brown and Johnny Moore's Three Blazers, enr. 1945–1960 (Route 66 KIX-5)
- 1980 : Race Track Blues, Charles Brown and Johnny Moore's Three Blazers, enr. 1945–1956 (Route 66 KIX-17)
- 1986 : Why Johnny Why, Johnny Moore's Blazers, enr. 1949–1956 (Route 66 KIX-33)
- 1986 : Let's Have a Ball, Charles Brown with Johnny Moore's Three Blazers, enr. 1945–1961 (Route 66 KIX-34)
- 1989 : This Is One Time, Baby, Johnny Moore's Three Blazers, with Charles Brown, enr. 1945–1949 (Jukebox Lil JB-1105)
- 1989 : Sail On Blues, Charles Brown and Johnny Moore's Three Blazers, enr. 1945–1947 (Jukebox Lil JB-1106)
- 1995 : Snuff Dippin' Mama, Charles Brown with Johnny Moore's Three Blazers (Night Train International 7017)
- 1995 : Walkin' in Circles, Charles Brown with Johnny Moore's Three Blazers (Night Train International 7024)
- 1996 : The Chronological Charles Brown: 1944–1945, with Johnny Moore's Three Blazers (Classics #894)
- 1996 : Drifting & Dreaming, Charles Brown with Johnny Moore's Three Blazers (Modern Records material) (Ace CHD-589)
- 1998 : Los Angeles Blues: Complete RCA Recordings 1949–1950, Johnny Moore's Three Blazers featuring Oscar Moore (Westside WESD-217), coffret 2 CD
- 1998 : The Chronological Charles Brown: 1946, with Johnny Moore's Three Blazers (Classics 971)
- 2000 : The Chronological Charles Brown: 1946–1947, with Johnny Moore's Three Blazers (Classics 1088)
- 2001 : The Chronological Charles Brown: 1947–1948, with Johnny Moore's Three Blazers (Classics 1147)
- 2003 : Charles Brown: The Classic Earliest Recordings, with Johnny Moore's Three Blazers (JSP 7707), coffret 5 CD
- 2005 : The Best of Charles Brown: West Coast Blues, with Johnny Moore's Three Blazers (Blues Forever 6828)
- 2007 : Johnny Moore's Three Blazers: Be Cool: The Modern & Dolphin Sessions 1952–1954 (Ace CHD-1148)[16]
- 2007 : Groovy, with Johnny Moore's Three Blazers (Rev-Ola CRBAND-13)
- 2012 : The Cool Cool Blues of Charles Brown 1945–1961, with Johnny Moore's Three Blazers (Jasmine 3030), coffret 2 CD